# 王群 (1962年)
王群（1962年8月—），男，祖籍江苏，中华人民共和国外交官，曾任常驻维也纳联合国和其他国际组织代表。

## 生平
1986年，进入中华人民共和国外交部工作，先后在外交部翻译室、中英联合联络小组（香港）中国代表处、外交部国际司、常驻联合国代表团、外交部军控司任职。2001年，任常驻维也纳联合国和其他国际组织代表团参赞。2004年，任外交部军控司副司长。2007年12月，出任中华人民共和国常驻联合国日内瓦办事处和瑞士其他国际组织副代表、特命全权裁军事务大使。2011年11月，卸任副代表、裁军大使一职。2014年，任外交部军控司司长。2018年，出任中华人民共和国常驻维也纳联合国和其他国际组织代表。2023年1月，自驻联合国维也纳办事处大使离任。

## 家庭
已婚，有一子。